# Benvenuto Samson
Benvenuto Samson (* 11. Juni 1887 in Moskau; † 14. Juli 1983 in Kriftel) war ein deutscher Rechtsanwalt und Rechtswissenschaftler.

## Leben
Samson war der Sohn eines dänisch-jüdischen Kantors und einer evangelischen Pfarrerstochter. 1892 zog die Familie von Moskau nach Dresden, wo Samson sein Abitur am Gymnasium zum Heiligen Kloster ablegte. Anschließend studierte er Rechtswissenschaften in München und Berlin, 1910 wurde er in Leipzig promoviert. Am Ersten Weltkrieg nahm er als Soldat teil; nach 1918 war Samson bis 1941 als Rechtsanwalt (ab 1929 auch Notar) in Dresden tätig. Daneben war er Justitiar des Verbandes sächsischer Industrieller und von 1922 bis 1934 im Vorstand des Dresdner Anwaltvereins. 1941 verlor Samson seine Zulassung und wurde von 1944 bis 1945 im NS-Arbeitslager in Osterode inhaftiert.
Nach 1945 erhielt er seine Zulassung als Rechtsanwalt und Notar zurück und wurde wieder Hauptgeschäftsführer der Industrie- und Handelskammer Sachsen. Außerdem lehrte er an der TH Dresden. Samson ging später in den Westen und arbeitete als Rechtsanwalt in Frankfurt a. M. sowie als Justitiar der IG-Farben. In Frankfurt lehrte er an der Universität, 1954 ernannte man ihn zum Honorarprofessor. Samson gehörte zu den Mitbegründern der Verwertungsgesellschaft Bild / Kunst.
Samson war bis zum Alter von 96 Jahren als Hochschulprofessor und Doktorand in der Universität Frankfurt tätig. Seine letzten Monate verbrachte er an Leukämie erkrankt bei seinem Sohn in dessen Haus in Kriftel/Taunus, wo er am 14. Juli 1983 verstarb. 

## Schriften (Auswahl)
- Die gesetzliche Vormundschaft. Böhmert, Dresden 1910 (Leipzig, Univ., Diss., 1910).
- Die Überspannung des Wucherbegriffes: eine Kritik der reichsgerichtlichen Rechtsprechung, zugleich eine Entgegnung auf die Schrift des stellvertretenden Vorsitzenden des Sächsischen Kriegswucheramts, Prof. Dr. G. Obst: "Was ist Kriegswucher und die wie bekämpfen wir ihn?". Gloeckner 1917 (Veröffentlichungen des Verbandes Sächsischer Industrieller; [19]).
- Gesetz über die Entsendung von Betriebsratsmitgliedern in den Aufsichtsrat und Gesetz über die Betriebsbilanz und die Betriebsgewinn- und -verlustrechnung. Schulze, Leipzig 1922.
- Planungsrecht und Recht der volkseigenen Betriebe in der sowjetischen Besatzungszone. Metzner, Frankfurt am Main [u. a.] 1953 (Kleine Fachbibliothek für Verwaltung und Recht; 5).
- Das neue Urheberrecht. Verlag für angewandte Wissenschaften, Baden-Baden 1966 (Schriftenreihe des Archivs für Urheber- und Medienrecht; 32).
- Urheberrecht: ein kommentierendes Lehrbuch. Verlag Dokumentation, Pullach b. München 1973 (Uni-Taschenbücher; 24. Rechtswissenschaft), ISBN 3-7940-2601-2.